# Amandola
Amandola är en ort och kommun i provinsen Fermo i regionen Marche i Italien. Kommunen hade 3 513 invånare (2018).